# Mistrzostwa Europy U-21 w Piłce Nożnej 2025 (eliminacje)/Grupa C
W Grupie C eliminacji do Mistrzostw Europy U-21 2025 brały udział następujące zespoły:
- Gibraltar U-21
- Gruzja U-21
- Holandia U-21
- Macedonia Północna U-21
- Mołdawia U-21
- Szwecja U-21

## Tabela
| Lp. | Drużyna                 | M | Mecze | Mecze | Mecze | Bramki | Bramki | Bramki | Pkt |
| Lp. | Drużyna                 | M | W     | R     | P     | +      | −      | +/−    | Pkt |
| --- | ----------------------- | - | ----- | ----- | ----- | ------ | ------ | ------ | --- |
| 1.  | Holandia U-21           | 7 | 7     | 0     | 0     | 21     | 2      | +19    | 21  |
| 2.  | Gruzja U-21             | 6 | 4     | 1     | 1     | 6      | 3      | +3     | 13  |
| 3.  | Szwecja U-21            | 6 | 3     | 1     | 2     | 13     | 5      | +8     | 10  |
| 4.  | Macedonia Północna U-21 | 6 | 2     | 0     | 4     | 3      | 7      | −4     | 6   |
| 5.  | Mołdawia U-21           | 6 | 2     | 0     | 4     | 6      | 15     | −9     | 6   |
| 6.  | Gibraltar U-21          | 8 | 1     | 0     | 7     | 3      | 20     | −17    | 3   |

## Wyniki
| 15 czerwca 2023 13:00 CET | Gibraltar U-21 · Borge 3' | 1:3(1:2)Raport | Mołdawia U-21 · 27' (k) Bors · 31', 67' Raileanu | Victoria Stadium, Gibraltar Widzów: 350 Sędzia: Jasmin Sabotic |
|                           |                           |                |                                                  |                                                                |

| 19 czerwca 2023 17:00 CET | Gibraltar U-21 | 0:5(0:1)Raport | Szwecja U-21 · 21' Prica · 79' Hasić · 83' Ayari · 88' Faraj · 90+1' Erabi · | Victoria Stadium, Gibraltar Widzów: 259 Sędzia: Nathan Verboomen |
|                           |                |                |                                                                              |                                                                  |

| 6 września 2023 18:00 CET | Gruzja U-21 · Mamageishvili 10' · Gordeziani 17' | 2:0(2:0)Raport | Gibraltar U-21 | Stadion im. Ramaza Szengelii, Kutaisi Widzów: 5 413 Sędzia: Daniyar Sakhi |
|                           |                                                  |                |                |                                                                           |

| 8 września 2023 18:00 CET | Szwecja U-21 | 0:1(0:1)Raport | Macedonia Północna U-21 · 7' Nikołow | Stadsparksvallen, Jönköping Widzów: 2 431 Sędzia: David Dickinson |
|                           |              |                |                                      |                                                                   |

| 8 września 2023 18:30 CET | Holandia U-21 · Proper 43' · Babadi 67' · Manhoef 73' | 3:0(1:0)Raport | Mołdawia U-21 | Mandemakers Stadion, Waalwijk Widzów: 3 094 Sędzia: Miloš Gigovic |
|                           |                                                       |                |               |                                                                   |

| 12 września 2023 15:30 CET | Macedonia Północna U-21 | 0:2(0:0)Raport | Holandia U-21 · 68' Ohio · 72' (k) Taylor | Petar Miloševski Training Centre, Skopje Widzów: 408 Sędzia: Ishmael Barbara |
|                            |                         |                |                                           |                                                                              |

| 12 września 2023 18:00 CET | Mołdawia U-21 | 0:1(0:0)Raport | Gruzja U-21 · 84' Iobashvili | Stadion Zimbru, Kiszyniów Widzów: 1 278 Sędzia: Antti Munukka |
|                            |               |                |                              |                                                               |

| 12 października 2023 | Gruzja U-21 | 0:3(0:2)Raport | Holandia U-21 · 26', 45+1' Meijer · 57' Ohio | Stadion Batumi, Batumi Widzów: 3 256 Sędzia: Alessandro Dudic |
|                      |             |                |                                              |                                                               |

| 13 października 2023 18:00 CET | Szwecja U-21 · Vilhelmsson 8', 32' · Swedberg 19' · Bergvall 89' | 4:0(3:0)Raport | Mołdawia U-21 | Falcon Alkoholfri Arena, Falkenberg Widzów: 1 036 Sędzia: Trustin Farrugia Cann |
|                                |                                                                  |                |               |                                                                                 |

| 17 października 2023 17:00 CET | Mołdawia U-21 · Răileanu 55' · Lupan 85' | 2:1(0:0)Raport | Macedonia Północna U-21 · 60' Stankovski | Stadion Zimbru, Kiszyniów Widzów: 1 500 Sędzia: Robert Ian Jenkins |
|                                |                                          |                |                                          |                                                                    |

| 17 października 2023 17:00 CET | Gruzja U-21 | 0:0(0:0)Raport | Szwecja U-21 | Stadion Batumi, Batumi Sędzia: Michael Fabbri |
|                                |             |                |              |                                               |

| 17 października 2023 17:30 CET | Gibraltar U-21 | 0:5(0:3)Raport | Holandia U-21 · 12' Taylor · 13' Ohio · 36' van Brederode · 63' Rensch · 65' Manhoef | Victoria Stadium, Gibraltar Widzów: 380 Sędzia: Menelaos Antoniou |
|                                |                |                |                                                                                      |                                                                   |

| 16 listopada 2023 13:00 CET | Macedonia Północna U-21 | 0:1(0:0)Raport | Gruzja U-21 · 54' Mamatsashvili | Petar Miloševski Training Centre, Skopje Widzów: 200 Sędzia: Rauf Jabarov |
|                             |                         |                |                                 |                                                                           |

| 16 listopada 2023 20:00 CET | Holandia U-21 · Ohio 12' | 1:0(1:0)Raport | Gibraltar U-21 | Yanmar Stadion, Almere Widzów: 1 718 Sędzia: Luis Teixeira |
|                             |                          |                |                |                                                            |

| 20 listopada 2023 18:00 CET | Szwecja U-21 · Hansen 36' (sam.) · Persson 90+5' | 2:4(1:1)Raport | Holandia U-21 · 39' Hansen · 64', 90+7' van Bommel · 90+2' Ohio | Borås Arena, Borås Sędzia: Rob Harvey |
|                             |                                                  |                |                                                                 |                                       |

| 21 listopada 2023 17:00 CET | Mołdawia U-21 · Mișcov 80' | 1:2(0:1)Raport | Gibraltar U-21 · 29' (k) Borge · 57' Carrington | Stadion Zimbru, Kiszyniów Widzów: 759 Sędzia: Ashot Ghaltakhchyan |
|                             |                            |                |                                                 |                                                                   |

| 21 marca 2023 14:00 CET | Macedonia Północna U-21 · Abazi 52' | 1:0(0:0)Raport | Gibraltar U-21 | Nacionałna Arena „Toše Proeski”, Skopje Sędzia: Rob Hennessy |
|                         |                                     |                |                |                                                              |

| 25 marca 2023 19:30 CET | Mołdawia U-21 | 0:3(0:2)Raport | Holandia U-21 · 7' Rensch · 45+1' Manhoef · 49' van Bommel | Stadion Zimbru, Kiszyniów Sędzia: Henrik Nalbandyan |
|                         |               |                |                                                            |                                                     |

| 26 marca 2023 14:00 CET | Macedonia Północna U-21 | 0:2(0:0)Raport | Szwecja U-21 · 67' Rosengren · 90+3' Vilhelmsson | Nacionałna Arena „Toše Proeski”, Skopje Sędzia: Atilla Karaoğlan |
|                         |                         |                |                                                  |                                                                  |

| 26 marca 2023 14:00 CET | Gibraltar U-21 | 0:2(0:1)Raport | Gruzja U-21 · 22' Odisharia · 75' (k) Kvernadze | Victoria Stadium, Gibraltar Sędzia: Jakob Alexander Sundberg |
|                         |                |                |                                                 |                                                              |

| 5 września 2023 | Holandia U-21 | –Raport | Macedonia Północna U-21 |  |
|                 |               |         |                         |  |

| 5 września 2023 | Gruzja U-21 | –Raport | Mołdawia U-21 |  |
|                 |             |         |               |  |

| 6 września 2023 | Szwecja U-21 | –Raport | Gibraltar U-21 |  |
|                 |              |         |                |  |

| 9 września 2023 | Holandia U-21 | –Raport | Gruzja U-21 |  |
|                 |               |         |             |  |

| 9 września 2023 | Gibraltar U-21 | –Raport | Macedonia Północna U-21 |  |
|                 |                |         |                         |  |

| 10 września 2023 | Mołdawia U-21 | –Raport | Szwecja U-21 |  |
|                  |               |         |              |  |

| 10 października 2023 | Szwecja U-21 | –Raport | Gruzja U-21 |  |
|                      |              |         |             |  |

| 11 października 2023 | Macedonia Północna U-21 | –Raport | Mołdawia U-21 |  |
|                      |                         |         |               |  |

| 14 października 2023 | Holandia U-21 | –Raport | Szwecja U-21 |  |
|                      |               |         |              |  |

| 15 października 2023 | Gruzja U-21 | –Raport | Macedonia Północna U-21 |  |
|                      |             |         |                         |  |

## Strzelcy

### 5 goli
- Noah Ohio

### 3 gole
- Million Manhoef
- Ruben van Bommel
- Vlad Răileanu
- Oscar Vilhelmsson

### 2 gole
- Dylan Borge
- Bjorn Meijer
- Devyne Rensch
- Kenneth Taylor

### 1 gol
- Tayler Carrington
- Vasilios Gordeziani
- Jaduli Iobashvili
- Giorgi Kvernadze
- Otar Mamageishvili
- Saba Mamatsashvili
- Lasha Odisharia
- Isaac Babadi
- Sontje Hansen
- Dirk Proper
- Myron van Brederode
- Luan Abazi
- Iwan Nikołow
- Luka Stankovski
- Ion Bors
- Mihai Lupan
- Serghei Mișcov
- Yasin Ayari
- Lucas Bergvall
- Jusef Erabi
- Omar Faraj
- Emin Hasić
- Joakim Persson
- Tim Prica
- Otto Rosengren
- Williot Swedberg

### Gole samobójcze
- Sontje Hansen (dla  Szwecji)